# Hesperoptenus gaskelli
Hesperoptenus gaskelli (Hill, 1983) è un pipistrello della famiglia dei Vespertilionidi endemico di Sulawesi.

## Descrizione

### Dimensioni
Pipistrello di piccole dimensioni, con la lunghezza totale tra 90 e 101 mm, la lunghezza dell'avambraccio di 40,1 mm, la lunghezza della coda tra 36 e 41 mm, la lunghezza del piede di 10 mm, la lunghezza delle orecchie tra 12 e 18 mm e un peso fino a 15 g.

### Aspetto
Il colore generale del corpo è bruno-nerastro scuro. Il muso è schiacciato e largo, dovuto alla presenza di masse ghiandolari sui lati. Un profondo solco verticale separa le narici, le quali sono circolari. Una piccola verruca fornita di una vibrissa è presente sull'angolo anteriore di ogni occhio. Le orecchie sono squadrate, spesse e carnose, con un lobo diretto all'indietro alla base del margine anteriore, la punta arrotondata ed il margine posteriore fortemente convesso. Il trago è più corto della metà del padiglione auricolare e con la parte terminale piegata in avanti. L'antitrago è ben sviluppato e carnoso. Il pollice è relativamente allungato. La punta della coda si estende leggermente oltre l'ampio uropatagio. Il calcar è molto lungo e provvisto di un lobo filiforme separato.

### Ecolocazione
Emette ultrasuoni a ciclo di lavoro alto con impulsi di breve durata a frequenza iniziale di 62 kHz e finale di 26–33 kHz.

## Biologia

### Alimentazione
Si nutre di insetti.

## Distribuzione e habitat
Questa specie è conosciuta soltanto in alcune località della parte centrale di Sulawesi.
Vive probabilmente ai margini forestali fino a 750 metri di altitudine.

## Conservazione
La IUCN Red List, considerato che questa specie è conosciuta soltanto in alcune località, e ci sono poche informazioni circa il suo areale, l'abbondanza, le minacce e l'ecologia, classifica H.gaskelli come specie con dati insufficienti (DD).